# Nonia
Nonia é um gênero de mariposa pertencente à família Crambidae.